# 比洛格里韋
51°39′43″N 33°26′9″E / 51.66194°N 33.43583°E
比洛赫里韋（烏克蘭語：Білогриве）是位於烏克蘭東北部的村莊，由蘇梅州科諾托普區的克羅萊韋茨市鎮負責管轄。該村距離什利亞赫1公里，海拔高度161米，2001年人口239。